# جوزيف ماركو (عارض)
جوزيف ماركو هو عارض فلبيني، ولد في 4 أكتوبر 1988 في Binangonan ‏ في الفلبين.

## وصلات خارجية
- جوزيف ماركو على موقع IMDb (الإنجليزية)
- جوزيف ماركو على موقع قاعدة بيانات الفيلم (الإنجليزية)